# Billown Circuit
Der Billown Circuit ist eine temporäre Motorsport-Rennstrecke in der Nähe von Castletown auf der Isle of Man. Sie besteht aus öffentlichen Straßen, die für die Rennen abgesperrt werden.

## Geschichte
In den 1950er-Jahren wurden auf der Isle of Man die ersten Motorradrennen oft auf dem ehemaligen RAF-Flugplatz Andreas Airfield von dem Southern Motor-Cycle Club ausgetragen. Dieser wurde 1954 geschlossen, was dazu führte, dass sich die Veranstalter nach einem neuen Austragungsort umsahen. Sie fanden diesen in den öffentlichen Straßen rund um Castletown und bekamen 1955 die Erlaubnis, dort ein Motorradrennen unter dem Namen „Southern 100“ auszutragen.
Während es zuerst als regionale Veranstaltung ausgetragen wurde, war es ab 1957 ein nationales Rennen und verzeichnete großes Interesse der Öffentlichkeit. Im Laufe der Jahre fuhren viele bekannte Rennfahrer auf dem Kurs, wobei Joey Dunlop mit 31 Siegen Rekordsieger ist.
Ab 1987 wurden auch Classic-Rennen ausgetragen, die mit bekannten älteren Motorrädern gefahren werden. Auch Seitenwagenrennen und kleinere nationale Straßenrennen werden neben dem Southern 100 ausgetragen.

## Streckenführung
Die Strecke ist im Vergleich zum bekannteren Snaefell Mountain Course relativ kurz, beinhaltet allerdings viele lange Geraden und enge Kurven. Er führt über die öffentlichen Straßen A5, A28, A7 und A3.

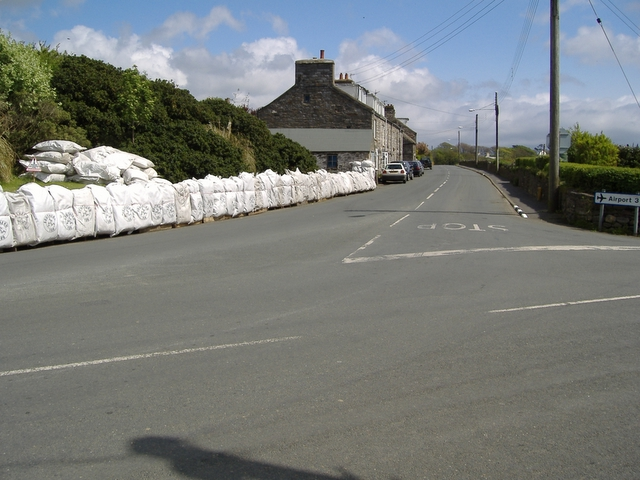
Blick auf die Ballabeg-Kurve.

Von der schnellen Start-Ziel-Geraden führt der Kurs in die enge Ballakeighan-Rechtskurve, in der aufgrund der Enge viele Rennfahrer verunfallen oder gar ausscheiden. Die Strecke verläuft weiterhin in die Richtung der bekannten Ballabegg Hairpin die, aufgrund ihrer Enge, die Fahrer dazu zwingt bis auf unter 50 km/h zu bremsen, um nicht von der Straße abzukommen. Sie ist somit die langsamste Stelle an der Strecke. Die darauffolgende lange Gerade ist, im Gegenteil zur Kurve, sehr schnell und die sich darauf befindenden Kurven werden meistens mit Vollgas genommen.
Die Kreuzung Cross Four Ways, benannt nach den vier Richtungen, in die sie mündet, wird für den Kurs als Rechtskurve vor der Great-Meadow-Geraden verwendet. Diese führt am Castletown Stadium vorbei und endet im Castletown Corner, der wieder auf die Start-Ziel-Gerade führt.
Den aktuellen Streckenrekord hält Dean Harrison mit einer Zeit von 2 Minuten und 10,835 Sekunden.